# Istituto di tecnologia di Pechino

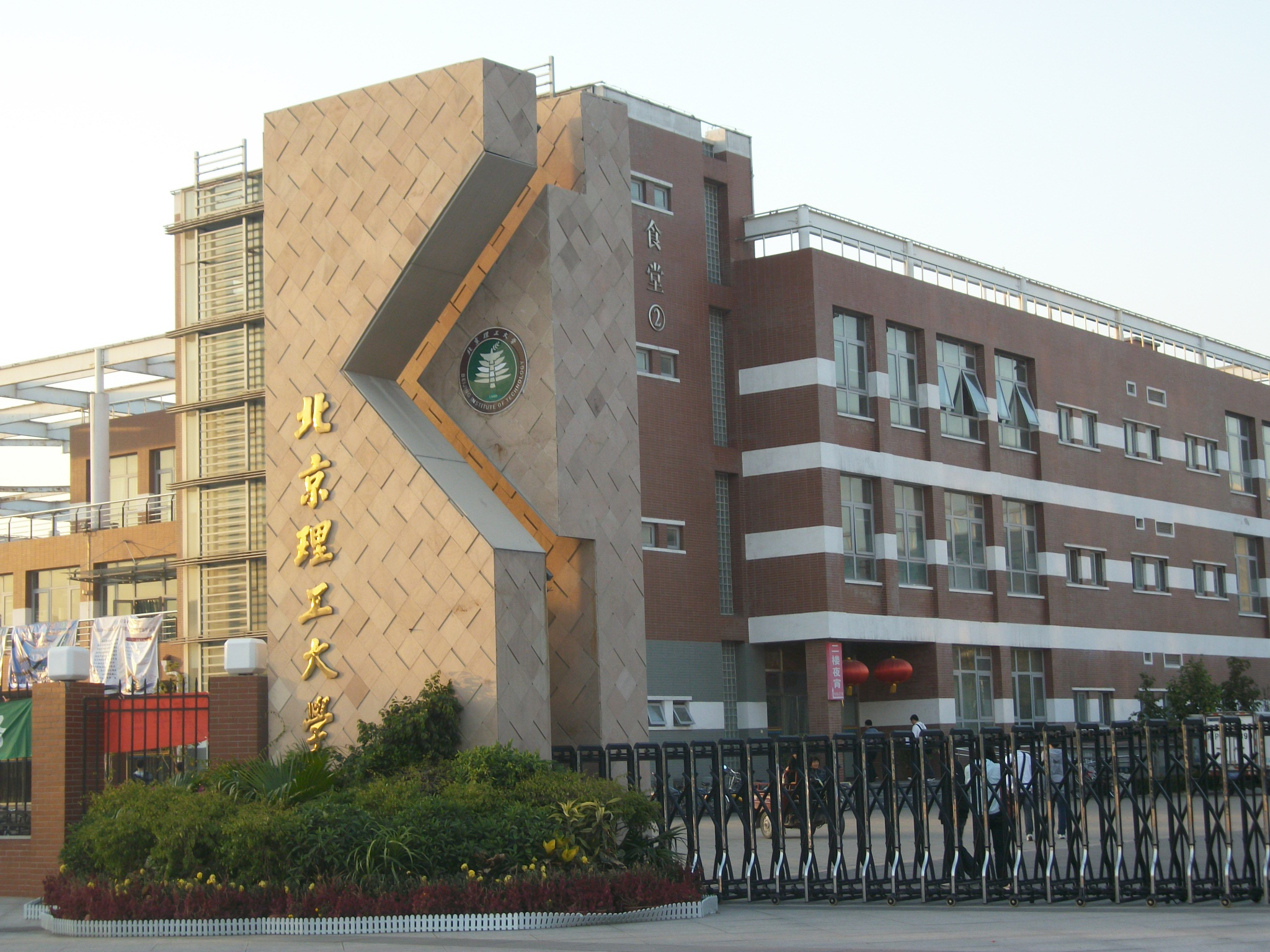
Veduta esterna del campus di Liangxiang del BIT.

L'Istituto di tecnologia di Pechino (北京理工大學S, in inglese Beijing Institute of Technology, acronimo BIT) è un'università pubblica cinese di Pechino. Fondato nel 1940 a Yan'an, nello Shaanxi, è uno dei maggiori istituti cinesi di ricerca ed è controllato dal Ministero dell'industria e della tecnologia dell'informazione.
Nel 2010 contava oltre 23 000 studenti in 16 discipline. Il suo sviluppo fece parte del programma Project 985 del 1998.